# 格倫達菲厄澤
格倫達菲厄澤是冰岛西部区的市镇。位於該國西部斯奈山半島北部。市镇面积为149平方公里，2021年时人口数量为862人。主要經濟活動有漁業、加工業、貿易業和旅遊業。
该镇位于山脉与海面之间。镇中心附近的教堂山形成为一个小半岛。教堂山是冰岛的最著名山峰之一，为格伦达菲厄泽的地标。

## 概况

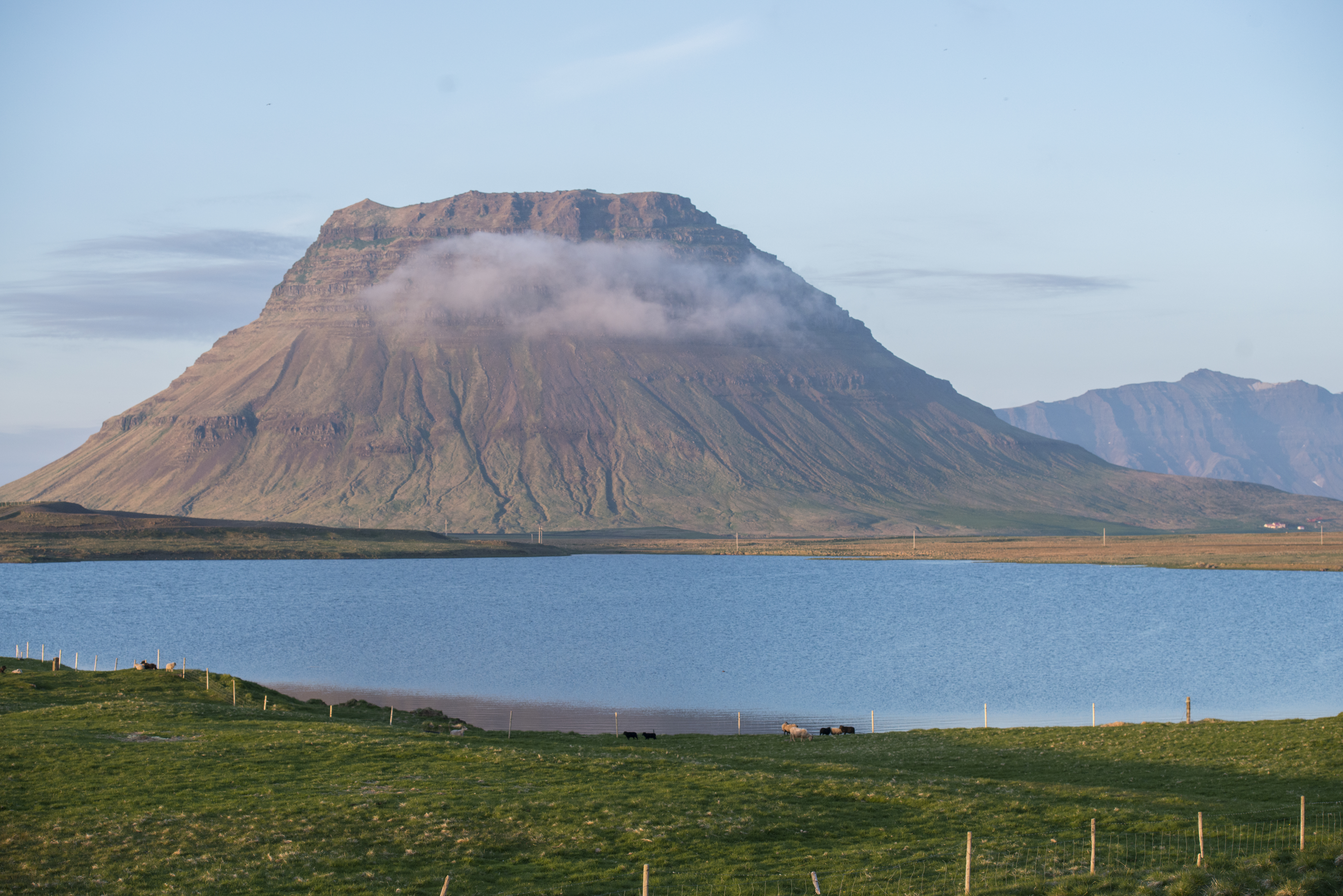
教堂山

格伦达菲厄泽在1786年取得了商业贸易的权利。大约在1800年时，法国商人来到冰岛并住在格伦达菲厄泽，并建设了自己的教堂和医院。该镇通过渔业加工业而富有，并在早期奢侈建筑的风格上得到体现。

## 友好城市
- 法國潘波勒[4]